# Grades de l'armée ivoirienne
Les grades de l'armée ivoirienne sont inspirés du modèle des grades de l'armée française à l'exception de quelques grades qui n'ont pas leur équivalent. L'armée ivoirienne à l'instar de bon nombre d'armées dans le monde se compose de 4 entités principales:
- L'armée de terre;
- La marine nationale;
- L'armée de l'air;
- La gendarmerie

## Académie des Forces Armées
L'école militaire chargée de la formation des officiers est l'AFA (Académie des Forces Armées) qui prépare aux diplômes de sous-lieutenant pour les aspirants et les sous-officiers ayant réussi au test d'aptitude des officiers dans tous corps, toutes unités et toutes armées confondues et à celui de lieutenant pour les médecins militaires.
L’École des Forces Armées a vu le jour avec le décret présidentiel du 29 septembre 1961. Ce décret porte organisation des Forces Armées Nationales. L’inauguration est faite par le premier président Félix Houphouët Boigny.
Depuis le 7 août 2012, l'EFA est officiellement installé au sein de l'école militaire de Zambakro (école de formation d'infanterie commando) dans la région du Bélier plus précisément dans la zone de la capitale politique de la Côte d'Ivoire, Yamoussoukro. L'EFA avait pour premier site la ville de Bouaké, puis délocalisée par la suite à la base navale de Yopougon à cause de la crise militaro-politique qui avait secoué le pays depuis le 19 septembre 2002.
Le colonel Jean Hubert Ouassénan limogé en 2018 de l’École des Forces Armées (EFA).
Nommé commandant de l’EFA de Zambakro en février 2018, le colonel  Jean  Hubert Ouassénan perd sa place en 2018. La passion de commandement avec son successeur  a lieu  le 16 mai 2018 en présence du général des corps des Armées SékouTouré. L’EFA limoge ainsi son 27ème commandant.
L'actuel[Quand ?] chef de corps de l'EFA, c'est-à-dire le commandant école est le Général Mouho Jean Christophe en remplacement du Colonel Jean Hubert Ouassenan . Il est le 28e Chef de Corps de l'École des Forces Armées . La promotion sortante des officiers formés, la 43e promotion, porte le nom du Président de la république de Côte d'Ivoire SEM Alassane Ouattara. La prochaine promotion portera celui du Président de l'Assemblée Nationale M. Soro Kigbafori Guillaume.

## École Nationale des Sous-officiers d'Active
L'école chargé de la formation initiale des sous-officiers est l'ENSOA ( École Nationale des Sous-Officiers d'Active). Cette école prépare au diplôme de sergent de tout jeune ayant 18 ans et étant titulaire du BEPC . L'école avait pour site le 1er Bataillon d'infanterie d'Akouédo mais elle a été relocalisée sur son ancien site de Bouaké depuis 2017 après 15 ans loin d'elle . Le commandant actuel de l'école est le Colonel Goué Blepou Jean Franck Hilaire .

## Grades
Les grades de l'armée se présentent comme suit :
| Grades de l'armée ivoirienne  | Grades de l'armée ivoirienne                       | Grades de l'armée ivoirienne | Grades de l'armée ivoirienne | Grades de l'armée ivoirienne | Grades de l'armée ivoirienne    |
| ----------------------------- | -------------------------------------------------- | ---------------------------- | ---------------------------- | ---------------------------- | ------------------------------- |
| Armée de terre et Gendarmerie | Armée de terre et Gendarmerie                      | Marine nationale             | Marine nationale             | Armée de l'air               | Armée de l'air                  |
| Officiers généraux            |                                                    |                              |                              |                              |                                 |
|                               | Général d'armée                                    |                              | Amiral                       |                              | Général d'armée aérienne        |
|                               | Général de corps d'armée                           |                              | Vice-amiral d'escadre        |                              | Général de corps d'armée aérien |
|                               | Général de division                                |                              | Vice-amiral                  |                              | Général de division aérienne    |
|                               | Général de brigade                                 |                              | Contre-amiral                |                              | Général de brigade aérienne     |
| Officiers supérieurs          |                                                    |                              |                              |                              |                                 |
|                               | Colonel major                                      |                              | Capitaine de vaisseau major  |                              | Colonel major                   |
|                               | Colonel                                            |                              | Capitaine de vaisseau        |                              | Colonel                         |
|                               | lieutenant-colonel                                 |                              | Capitaine de frégate         |                              | Lieutenant-colonel              |
|                               | Commandant ou Chef de bataillon ou Chef d'escadron |                              | Capitaine de corvette        |                              | Commandant                      |
| Officiers subalternes         |                                                    |                              |                              |                              |                                 |
|                               | Capitaine                                          |                              | Lieutenant de vaisseau       |                              | Capitaine                       |
|                               | Lieutenant                                         |                              | Enseigne de vaisseau 1       |                              | Lieutenant                      |
|                               | Sous-lieutenant                                    |                              | Enseigne de vaisseau 2       |                              | Sous-lieutenant                 |
|                               | Aspirant                                           |                              | Aspirant                     |                              | Aspirant                        |
| Sous-officiers                |                                                    |                              |                              |                              |                                 |
|                               | Adjudant chef major                                |                              | Maître principal major       |                              | Adjudant chef major             |
|                               | Adjudant chef                                      |                              | Maître principal             |                              | Adjudant chef                   |
|                               | Adjudant                                           |                              | Premier maître               |                              | Adjudant                        |
|                               | Sergent chef ou Maréchal des logis chef            |                              | maître                       |                              | Sergent chef                    |
|                               | Sergent ou Maréchal des logis                      |                              | Second maître                |                              | Sergent                         |
| Militaires du rang            |                                                    |                              |                              |                              |                                 |
|                               | Caporal chef                                       |                              | Quartier maître 1            |                              | Caporal chef                    |
|                               | Caporal                                            |                              | Quartier maître 2            |                              | Caporal                         |
|                               | Soldat de 1re classe                               |                              | Matelot de 1re classe        |                              | Soldat de 1re classe            |
|                               | Soldat de 2e classe                                |                              | Matelot de 2e classe         |                              | Soldat de 2e classe             |

NB:   Le grade de Général d'armée n'a jamais été attribué à un officier ivoirien.